# Remember December
«Remember December» —en español: «Recuerda diciembre»— es una canción interpretada por la celebridad estadounidense Demi Lovato, incluida en su segundo álbum de estudio, Here We Go Again, de 2009. Lovato la compuso con Anne Preven y John Fields y este último la produjo. Hollywood Records la lanzó como el segundo sencillo oficial del disco el 15 de enero de 2010 en iTunes Store de Brasil y algunos países de Europa, mientras que en el Reino Unido el 11 de febrero del mismo año. Musicalmente, es una pista pop rock y power pop, que habla sobre un romance de invierno.
Recibió comentarios generalmente positivos por parte de los críticos, que la compararon con la música de Paramore.
Sin embargo, logró una recepción comercial menor, ya que alcanzó solamente la posición 80 en el conteo UK Singles Chart del Reino Unido, y la número 70 en la lista de éxitos de Escocia. Tim Wheeler dirigió el vídeo musical, cuyas escenas cuentan con apariciones de algunas coestrellas de Camp Rock 2: The Final Jam. Lovato ha interpretado «Remember December» en las giras Summer Tour 2009, South America Tour 2010, Jonas Brothers Live in Concert World Tour 2010, An Evening with Demi Lovato, A Special Night with Demi Lovato y Summer Tour 2012.

## Antecedentes y composición

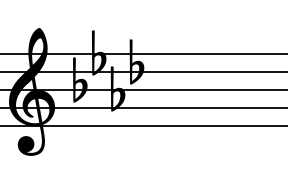
«Remember December» está compuesta en la tonalidad de fa menor.

Lovato comenzó a componer canciones para su segundo álbum de estudio, Here We Go Again, en enero de 2009. De acuerdo con ella, el proceso de escritura terminó en dos semanas. Asimismo, trabajó con Anne Preven en tres temas: «Quiet», «Remember December» y «Solo». Jhon Fields coescribió la segunda pista y produjo las tres anteriormente mencionadas. Fields grabó «Remember December» en el estudio Wishbone de Los Ángeles, California. Para su instrumentación, Will Owsley tocó las guitarras, los sintetizadores y colaboró en los coros, mientras que Dorian Crozier usó la batería. Tommy Barbarella tocó los sintetizadores y Ken Chastain manejó la percusión. Además, Fields y Paul David Hager la mezclaron. En una entrevista con MTV News, Demi dijo que la canción se aparta un poco de su habitual sonido pop rock. También comentó que «está dedicada a todas las chicas que necesitan recordarles a los chicos que se equivocaron» y añadió que:

«Amo esta canción por muchas razones. Tiene un sonido diferente que mis otras pistas. Me identifico personalmente [con ella] más que [con] otras canciones, y la disfruto mucho. Pensé que si [se publicaba como] sencillo sería increíble interpretarla todo el tiempo... Lo que se destaca de la canción [es que] puedo bailarla y rockear con ella, que en definitiva era mi objetivo. Me quedé muy entusiasmada cuando la escuché, porque es del tipo de canciones que quiero hacer en el futuro».

«Remember December» es una pista power pop, con influencias de la música de la década de 1980 y de los géneros synthpop y pop rock.
Patrick Varine de Nebraska City News-Press notó «un poco de techno» en la canción. De acuerdo con la partitura publicada en Musicnotes.com por Walt Disney Music Publishing, se encuentra en un tempo común con 112 pulsaciones por minuto. Está compuesta en la tonalidad de fa menor y el registro vocal de Lovato se extiende desde la nota de mi♭4 hasta la fa♯5.
Fraser McAlpine de BBC Music llamó a los versos «malhumorados». La canción comienza con la línea «I feel a separation coming on, Cause I know, you want to be moving on» —en español: «Siento que se acerca un rompimiento, porque sé, tú quieres seguir adelante»—. Líricamente, habla sobre un romance de invierno, con frases como: «I remember us together / We promised that forever» —en español: «Recuerdo que juntos/ Prometimos por siempre»—. En el estribillo, Lovato canta a su novio «Don't surrender, surrender, surrender» —en español: «No te rindas, rindas, rindas»—, antes de pedirle que recuerde su «promesa de siempre». Margaret Wapler de Los Angeles Times la llamó «una oda a las rupturas» y dijo que «Lovato le ruega a su novio rebelde que recuerden los buenos tiempos [de su relación]».

## Lanzamiento y recepción comercial
Hollywood Records lanzó digitalmente a «Remember December» como el segundo y último sencillo de Here We Go Again el 15 de enero de 2010 en iTunes Store de Brasil y otros países de Europa. No fue publicado en Norteamérica, sino que sirvió para promocionar el lanzamiento del disco en el Reino Unido. En este último país, la discográfica la lanzó el 15 de febrero del mismo año como sencillo en CD y EP digital. La edición física incluye una remezcla de la canción hecha por Sharp Boys, mientras que en la versión digital figura una edición para radio de la remezcla. 
Después de su lanzamiento, «Remember December» ingresó en la posición 80 de la lista británica UK Singles Chart en la semana del 27 de febrero de 2010. Sin embargo, en la siguiente edición salió del conteo. Por otro lado, alcanzó el número 70 en la lista de éxitos de Escocia. Para octubre de 2014, había vendido 144 000 descargas digitales en los Estados Unidos.

## Comentarios de los críticos
«Remember December» recibió en general comentarios positivos por parte de los críticos. Stephen Thomas Erlewine de Allmusic dijo que «Solo», «Here We Go Again», «Remember December» y «So Far, So Great» son canciones que «coinciden idealmente con el espíritu y energía adolescente de Lovato, que mantienen sus mayores cualidades atractivas». Por su parte, Cody Millers de PopMatters la alabó y escribió que «cuando surge un gancho real, como en "Remember December", [es cuando] Lovato lo muerde cantando a todo pulmón y aullando, con el melodrama y la valentía suficiente para hacernos creer [en las] líneas». Tamar Anitai de MTV Buzzworthy la ubicó como la quinta mejor canción del 2009 y la llamó «la mejor y más fuerte de Here We Go Again». Asimismo, Chris Ryan, escritor del mismo sitio, dijo que era «un himno lleno de pop punk». Bill Lamb de About.com la ubicó en la cuarta posición de su lista de las mejores canciones de Lovato y comentó que «con "Remember December", Demi Lovato se sumerge de cabeza en el power pop. Hay una armonía de mal humor que hace que la canción suene nerviosa». Scott Allan de Yahoo la ubicó en la posición siete de su lista de las mejores canciones sobre diciembre, ya que la llamó «un deleite pop que une teclados con guitarras en una fórmula electropop pegajosa que recuerda a Metro Station».
No obstante, algunas críticas fueron un poco negativas. Fraser McAlpine de BBC la calificó con cuatro estrellas de cinco y comentó que «estoy seguro de que hay una razón punk rock por la cual deberíamos unirnos en nuestro odio por esta canción, pero por más que lo intento, no puedo. Hasta con la pronunciación rara y con su letra estúpida, es una verdadera joya». Además, llamó al estribillo de la pista «grandioso» y añadió que: «Alguien del equipo de Lovato ha estado inclinando un oído a los estilos musicales de Paramore, y tal vez sugiere que el próximo paso lógico para una canción popular después de la sana disneyficación de Camp Rock podría ser algo un poco más confesional». Nick Levine de Digital Spy la calificó con tres de cinco estrellas y dijo que «carece de ideas originales». Sin embargo, comentó que eso «al menos la hace tener un estribillo decente» y la comparó con la música de The Veronicas. Finalmente, Amanda de Portrait Magazine comentó que «es una canción de rock que suena como si ella te estuviera gritando en lugar de cantar, y eso hace que esta canción no me guste como normalmente lo haría». A pesar de esto, dijo que tenía «un sonido genial» y que era «excelente para escucharla en vivo».

## Promoción

### Vídeo musical

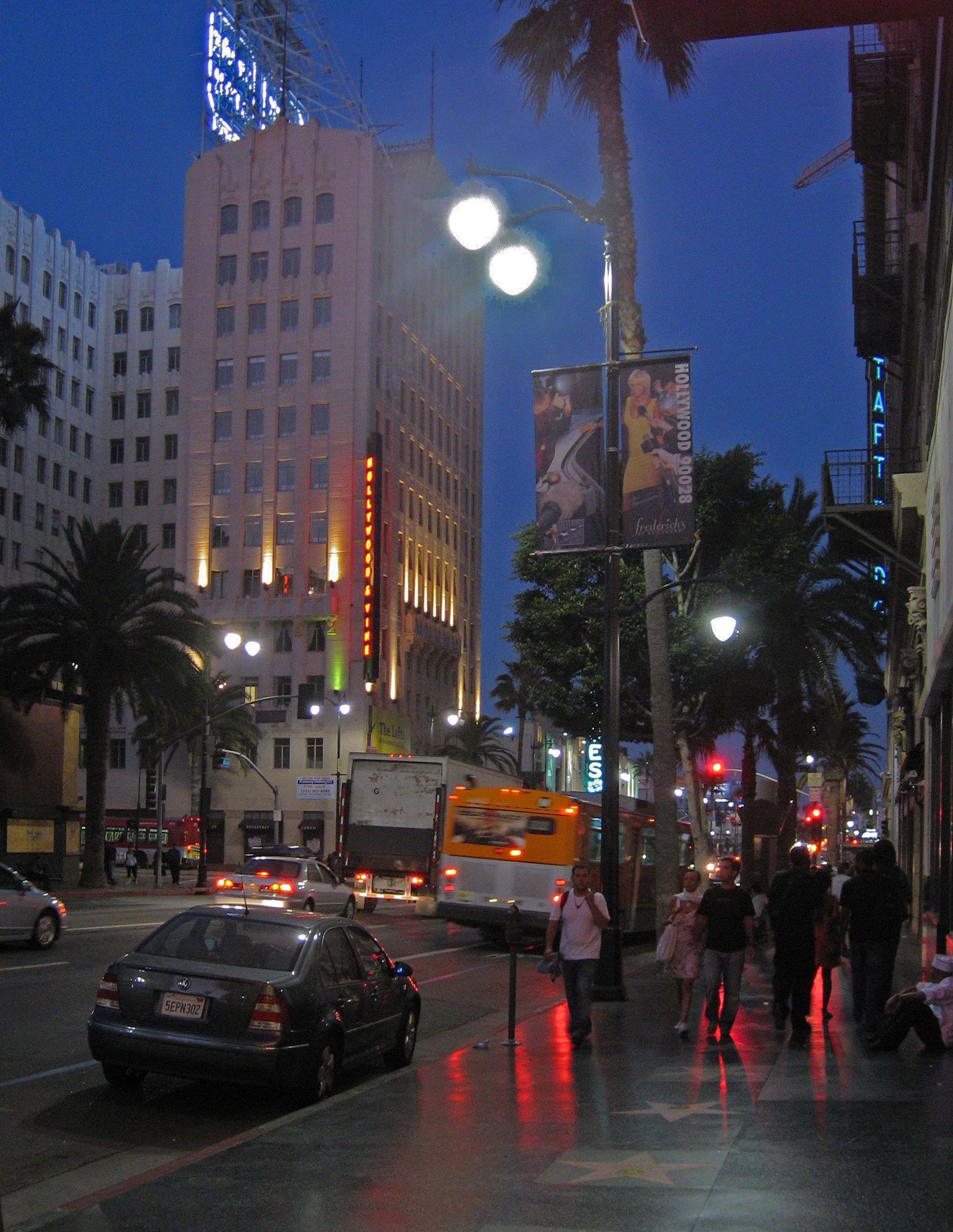
Hollywood Boulevard, lugar en donde se filmó el vídeo. En la imagen, su apariencia en la noche.

Tim Wheeler dirigió el vídeo musical de «Remember December». De acuerdo con Wheeler, el concepto detrás del clip era «incorporar diferentes luces e iluminaciones de fondo». Hollywood Records lo publicó en su cuenta de YouTube el 9 de noviembre de 2009, mientras que Disney Channel lo estrenó el 12 de noviembre. Asimismo, la discográfica lo lanzó en iTunes Store el 1 de diciembre del mismo año. Jocelyn Vena de MTV News entrevistó a la cantante en el set de filmación. Lovato comentó que:

«El vídeo trata de una chica que piensa que su novio no la escucha cuando quiere decirle algo importante y quiere recordarle su historia juntos. En vez de ser una historia de amor, el vídeo muestra a la chica enojada y tomando el control. Es como empoderamiento de chicas. ¡Sí, divas!».

 Además, lo describió como «realmente, realmente glam rock». Cuenta con las apariciones especiales de Meaghan Jette Martin, Anna Maria Perez de Tagle y Chloe Bridges, compañeras de Lovato en la película de Disney Channel, Camp Rock 2.
El vídeo inicia con la cantante interpretando la canción con su banda en un escenario, vestida con una chaqueta negra de cuero y unos guantes. En otras escenas, aparece con una sudadera con capucha de lentejuelas mientras está enfrente de las luces. Después, camina con sus amigas en el Hollywood Boulevard. El vídeo finaliza con la intérprete junto con su banda en el escenario. Chris Ryan de MTV Buzzworthy comparó a los trajes utilizados por Lovato en el clip con los de Lady Gaga y dijo que «en el vídeo de "Remember December", puedes ver a Demi Lovato con una sudadera de lentejuelas al estilo de Lady Gaga en toda su gloria». Además, añadió que «ella dirige su banda y exorciza algunos demonios de las relaciones podridas». Por otro lado, el clip logró entrar en las diez primeras posiciones de la lista de iTunes.

### Interpretaciones en directo
La cantante interpretó «Remember December» por primera vez en directo en su gira Summer Tour 2009. Thomas Kinter de Hartford Courant comentó que Lovato «se aflojó un poco con "Everytime You Lie" y regresó de a todo volumen y de paso completo con "Remember December"».
El 29 de enero de 2010, la cantó en el programa británico The Alan Titchmarsh Show, como parte de la promoción de Here We Go Again. El 2 de febrero, la interpretó en el programa de la cadena BBC Blue Peter. En ese mismo año, la presentó en las giras South America Tour 2010 y Jonas Brothers Live in Concert World Tour 2010, en esta última junto con otras canciones de sus álbumes Don't Forget y Here We Go Again: «Get Back», «Catch Me», «Don't Forget», «Got Dynamite», «Here We Go Again» y «La La Land». En septiembre de 2011, la incluyó en su minigira An Evening with Demi Lovato.
A partir de noviembre de ese año, cantó el tema en la gira A Special Night with Demi Lovato, como parte del encore con «Unbroken». En Sudamérica, pasó a ser la decimoséptima canción y no formó parte del encore. En 2012, formó parte del repertorio de la gira Demi Lovato Summer Tour 2012.

## Formatos y remezclas
- Descarga digital

| «Remember December» — Sencillo |                     |          |  |
| N.º                            | Título              | Duración |  |
| 1.                             | «Remember December» | 3:11     |  |

| Remember December — EP |                                                      |          |  |
| N.º                    | Título                                               | Duración |  |
| 1.                     | «Remember December»                                  | 3:12     |  |
| 2.                     | «Remember December» (Sharp Boys Club Mix)            | 6:19     |  |
| 3.                     | «Remember December» (Sharp Boys Club Mix Radio Edit) | 3:48     |  |

- Sencillo en CD

| «Remember December» — Sencillo |                                           |          |  |
| N.º                            | Título                                    | Duración |  |
| 1.                             | «Remember December»                       | 3:11     |  |
| 2.                             | «Remember December» (Sharp Boys Club Mix) | 6:18     |  |

## Semanales
| Escocia     | Scottish Singles Chart | 70 |
| Reino Unido | UK Singles Chart       | 80 |

## Créditos y personal
- Demi Lovato: voz y composición
- John Fields: composición, producción, bajo, guitarras, teclados, programación, grabación y mezcla
- Anne Preven: composición
- Will Owsley: guitarras, sintetizadores y coros
- Dorian Crozier: batería
- Michael Bland: programación
- Tommy Barbarella: sintetizador
- Ken Chastain: percusión, programación
- Paul David Hager: mezcla

Fuente: notas de Here We Go Again.

## Historial de lanzamientos
| País        | Fecha                 | Formato(s)       |
| ----------- | --------------------- | ---------------- |
| Brasil      | 15 de enero de 2010   | Descarga digital |
| Dinamarca   | 15 de enero de 2010   | Descarga digital |
| Finlandia   | 15 de enero de 2010   | Descarga digital |
| Suecia      | 18 de enero de 2010   | Descarga digital |
| Reino Unido | 11 de febrero de 2010 | Descarga digital |
| Noruega     | 15 de febrero de 2010 | Descarga digital |
| Reino Unido | 15 de febrero de 2010 | Sencillo en CD   |